# Peket

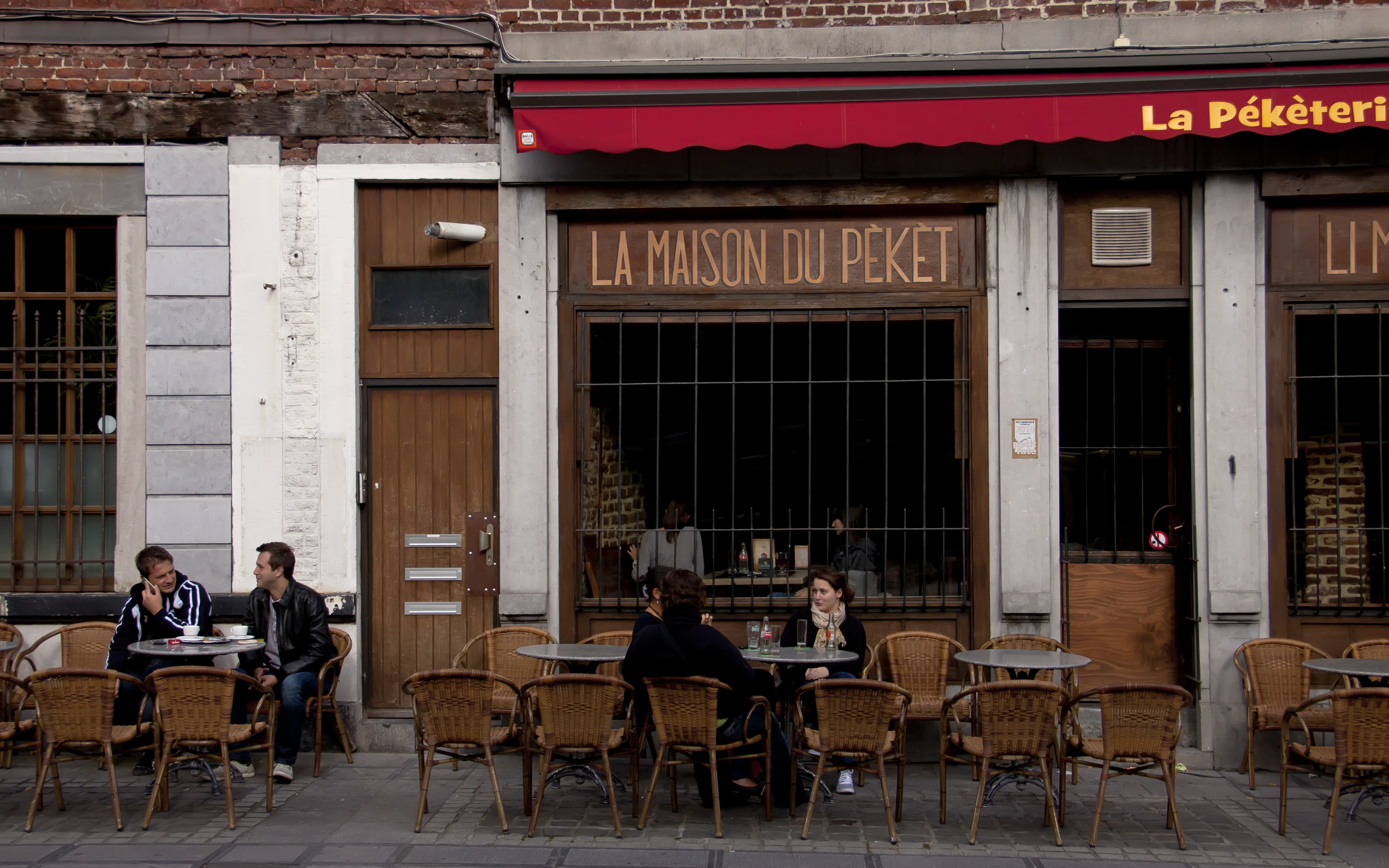
La maison du peket in Luik

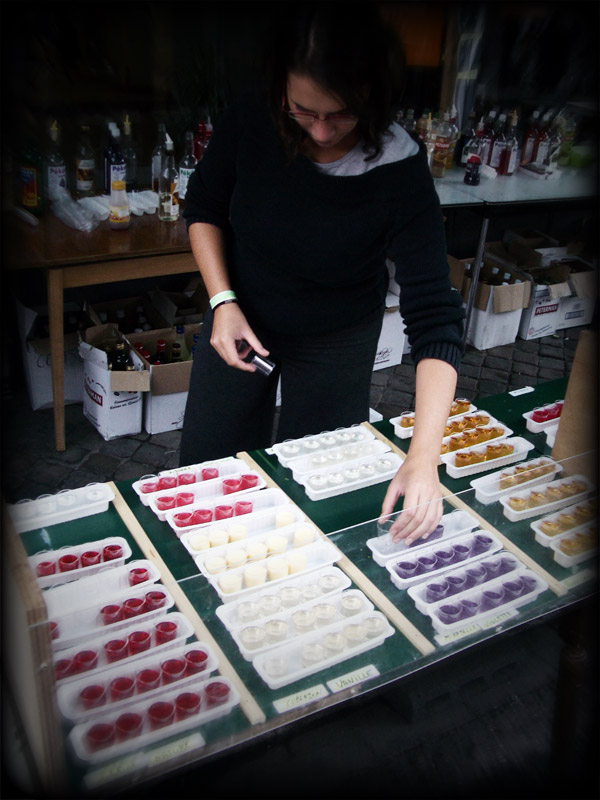
Peketverkoop in République Libre d'Outre-Meuse

Peket, ook wel pékèt of pèkèt, is een soort jenever die voornamelijk bekend is in het Waalse Maasgebied tussen Namen en Maastricht. Peket wordt veel geschonken op feesten zoals het Feest van het Waalse Gewest (Fête de Wallonie) in Namen en het driedaagse volksfeest 15 août en Outremeuse in Luik. De vijftiende augustus valt samen met de viering van Maria-Tenhemelopneming, in België een nationale feestdag.
Het woord pèkèt, dat in het Waals "pikant" betekent, verwijst in oorsprong naar de jeneverbes. Van de Waalse legende Tchantchès is bekend dat hij in zijn prilste jeugd de voorkeur aan peket gaf boven melk in zijn papfles.
De drank kan verschillende smaken hebben, zoals vruchten (aardbei of framboos, maar ook citroen en sinaasappel), munt, viooltjes, chocolade, speculaas en rode peper. Hij wordt gecombineerd met gerookte vis en sterke kazen (zoals de plaatselijke Hervekaas) en gebruikt in de keuken bij de bereiding van eend en kwartel.